# Ranking member
Im politischen System der Vereinigten Staaten ist ein Ranking member der ranghöchste Abgeordnete einer Minderheitspartei (und damit gleichzeitig Oppositionsführer) innerhalb eines Ausschusses oder Unterausschusses im Kongress der Vereinigten Staaten. 
Wenn sich das Mehrheitsverhältnis zugunsten der vorherigen Minderheitspartei in einer gesetzgebenden Kammer ändert, erhalten in der Regel die bisherigen Ranking Member den Vorsitz des Ausschusses. Umgekehrt wird der vorherige Ausschussvorsitzende dabei zum Ranking Member.
In vielen Ausschüssen fungiert das ranghöchste Minderheitsmitglied zusammen mit dem Vorsitzenden des Ausschusses von Amts wegen als Mitglied in allen Unterausschüssen. 

## Senatsausschüsse
Die folgenden vier Ausschüsse des Senats der Vereinigten Staaten ernennen das ranghöchste Minderheitsmitglied zum stellvertretenden Vorsitzenden.
- Senate Committee on Appropriations
- Senate Committee on Indian Affairs
- Senate Select Committee on Ethics
- Senate Select Committee on Intelligence

Das Repräsentantenhaus, wie auch die folgenden Ausschüsse folgen dieser Regel nicht. Dort erhält ein Politiker der Mehrheitspartei den Sitz des stellvertretenden Vorsitzenden.
- House Committee on Agriculture
- House Committee on Appropriations
- House Committee on the Budget
- House Committee on Education and the Workforce
- House Committee on Energy and Commerce
- House Committee on Financial Services
- House Committee on Government Reform
- House Committee on Foreign Affairs
- House Committee on Resources
- House Committee on Veterans' Affairs
- House Permanent Select Committee on Intelligence (Ausnahme bei den Unterausschüssen)